# Maravillas
Pour les articles homonymes, voir Maravillas (homonymie).
Maravillas est un film espagnol réalisé par Manuel Gutiérrez Aragón et sorti en 1981.

## Synopsis
Maravillas, une adolescente madrilène vit avec son père, un photographe veuf et sans travail. Afin d'assouvir ses fantasmes sexuels, ce dernier lui dérobe son argent. Fort heureusement, la jeune fille peut compter sur la protection de ses parrains - trois Juifs séfarades - qui ne cessent de la gâter. Mais, celui qu'elle préfère est l'oncle Salomon qui, « comme dans un conte de fées, l'a délivrée de la peur en lui remettant un anneau le jour de sa première communion, et en lui demandant d'oser marcher sur le bord de la terrasse qui surplombe la rue. » C'est, précisément, lors d'une des démonstrations de l'oncle Salomon qu'elle fait la connaissance de Chessman, un garçon dont elle s'amourache. Celui-ci lui présente sa bande de copains avec qui elle va commettre de petits méfaits. Plus tard, Maravillas est impliquée dans le vol d'une émeraude et de complicité criminelle...

## Fiche technique
- Titre du film : Maravillas (littéralement : Merveilles)
- Réalisation : Manuel Gutiérrez Aragón
- Scénario : M. Gutiérrez Aragón, Luis Megino
- Photographie : Teo Escamilla
- Format : Couleur, 35 mm
- Musique : Nina Hagen, Gustav Mahler
- Son : Jacinto Cora, Bernardo Menz, Miguel Ángel Polo
- Montage : José Salcedo
- Production : Luis Megino, Arandano S.A.
- Pays d'origine :  Espagne
- Durée : 96 minutes
- Date de sortie : 22 février 1981 au Festival international du film de Berlin

## Distribution
- Cristina Marcos : Maravillas
- Fernando Fernán-Gómez : Fernando
- Enrique San Francisco : Chessman
- Francisco Merino (es) : Salomón
- León Klimovsky : Santos
- Gérard Tichy : Benito
- Eduardo Mc Gregor : Simón